# 奧法霍馬 (密西西比州)
奧法霍馬（英語：Ofahoma）是位於美國密西西比州利克縣的非建制地區。

## 歷史
奧法霍馬的郵局於1866年設立，其後於1982年停運。此地於1900年時有106人。

## 地理
奧法霍馬所處的海拔為高於海平面104米（即341英呎），而該地所採用的時區為UTC-6，即北美中部時區（CST）。同時該地設有夏令時間，為UTC-6調快一小時，即UTC-5（CDT）。